# Bertsdorf-Hörnitz
Bertsdorf-Hörnitz är en kommun i Landkreis Görlitz i förbundslandet Sachsen i Tyskland. Kommunen har cirka 2 000 invånare.
Kommunen ingår i förvaltningsområdet Olbersdorf tillsammans med kommunerna Jonsdorf, Olbersdorf och Oybin.